# Iberia

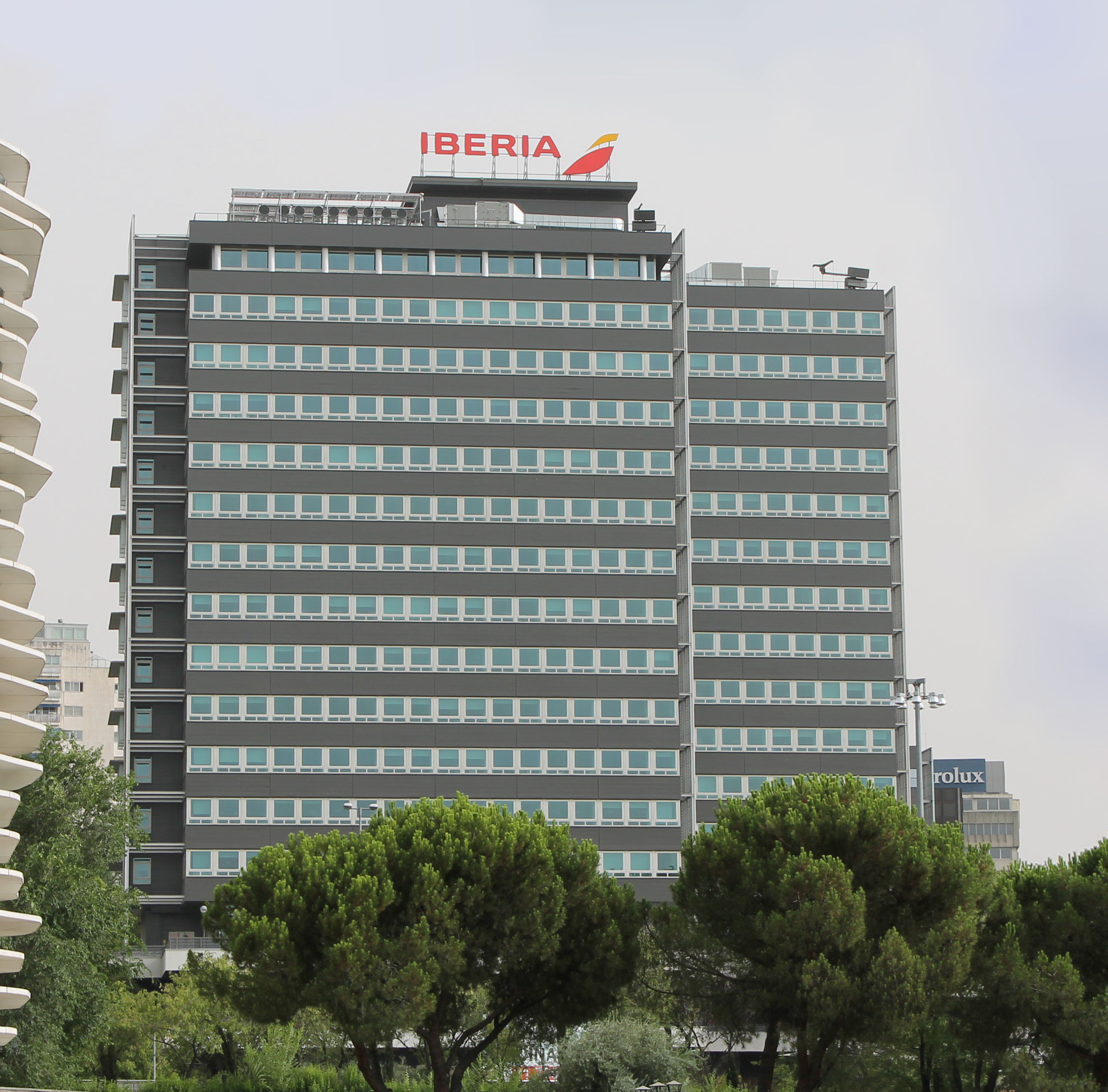
Sídlo společnosti Iberia

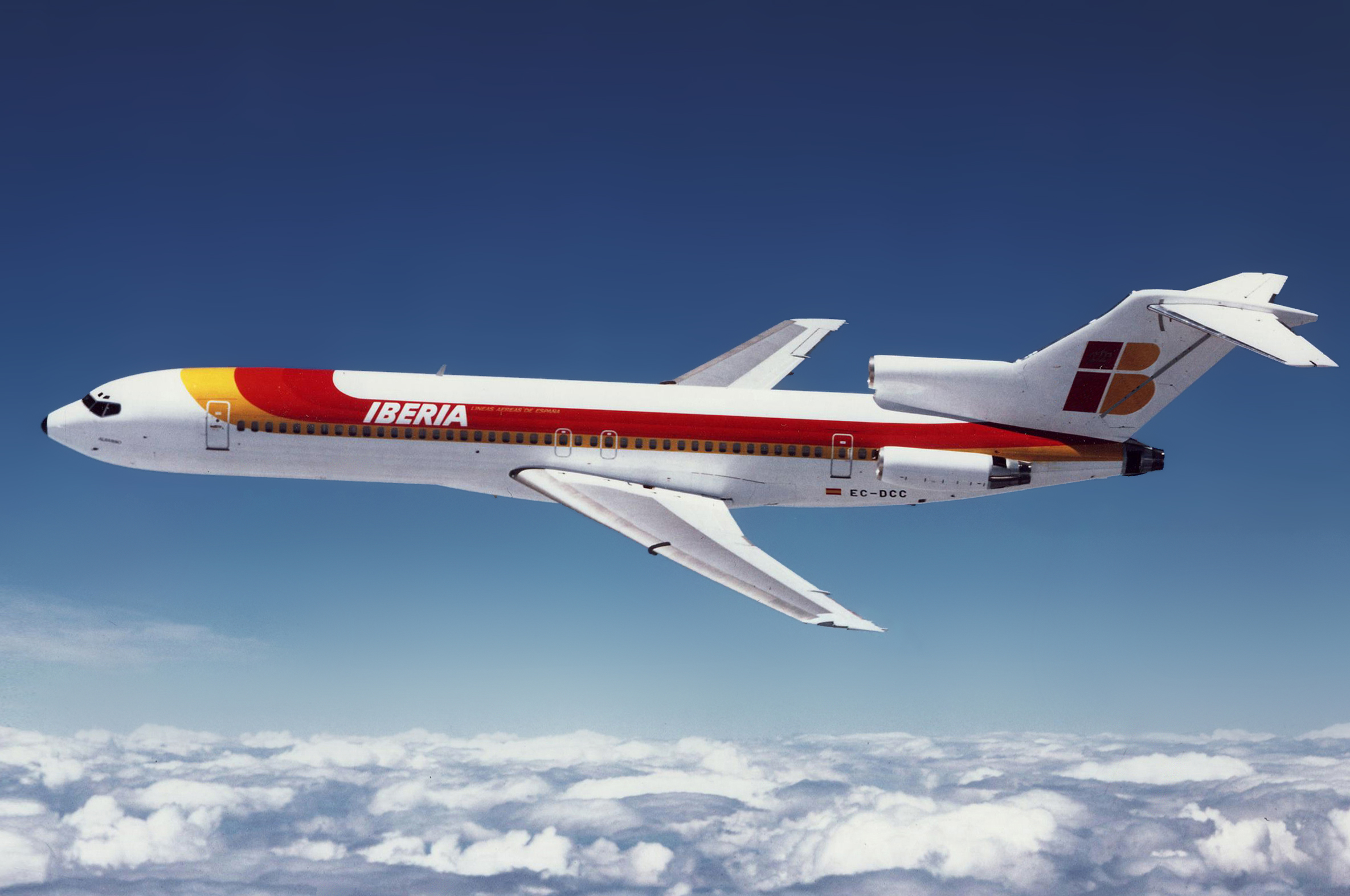
Boeing 727-200 společnosti Iberia ve starém zbarvení

Iberia (celým názvem Iberia Líneas Aéreas de España S.A.) je největší španělská letecká společnost, založena byla 28. června 1927. Má hlavní leteckou základnu na letišti Adolfa Suaréze v Madridu, kde také sídlí. Od roku 1999 patří do aliance Oneworld a od roku 2011 spadá spolu s British Airways pod skupinu aerolinií International Airlines Group. Provozuje lety po Evropě, do Afriky, Asie a Ameriky, k roku 2017 měla celkem 89 destinací. Provozuje také dceřiné společnosti – regionální Iberia Regional (Air Nostrum), nízkonákladovou Iberia Express a nákladní Iberia Cargo.
Iberia od 27. října 2007 působí i na letišti Václava Havla Praha, odkud nabízí jediný spoj a to na svoji základnu v Madridu.

## Flotila
Flotila letecké společnosti Iberia se skládá z:
| Letadlo         | Ve službě | Objednávky | Cestující (celkem) |
| --------------- | --------- | ---------- | ------------------ |
| Airbus A319     | 3         |            | 141                |
| Airbus A320     | 11        |            | 136-171            |
| Airbus A320neo  | 17        | 7          | 180-186            |
| Airbus A321     | 14        |            | 172-200            |
| Airbus A321XLR  | 1         | 4          | 182                |
| Airbus A330-200 | 19        |            | 288                |
| Airbus A330-300 | 8         |            | 278                |
| Airbus A350-900 | 22        | 1          | 348                |
| Celkem          | 95        | 12         |                    |